# Nicolae Simatoc
Nicolae Simatoc (Briceni, 1 mei 1920 – Sydney, 11 december 1979) was een Roemeens voetballer en voetbaltrainer.

## Erelijst

### FC Barcelona
- La Liga (1): 1951/52
- Copa del Rey (2): 1951, 1952
- Copa Eva Duarte (1): 1952
- Copa Latina (1): 1952